# Fissidens saulensis
Fissidens saulensis är en bladmossart som beskrevs av Ronald Arling Pursell och William Russell Buck 1996. Fissidens saulensis ingår i släktet fickmossor, och familjen Fissidentaceae. Inga underarter finns listade i Catalogue of Life.